# Фіард

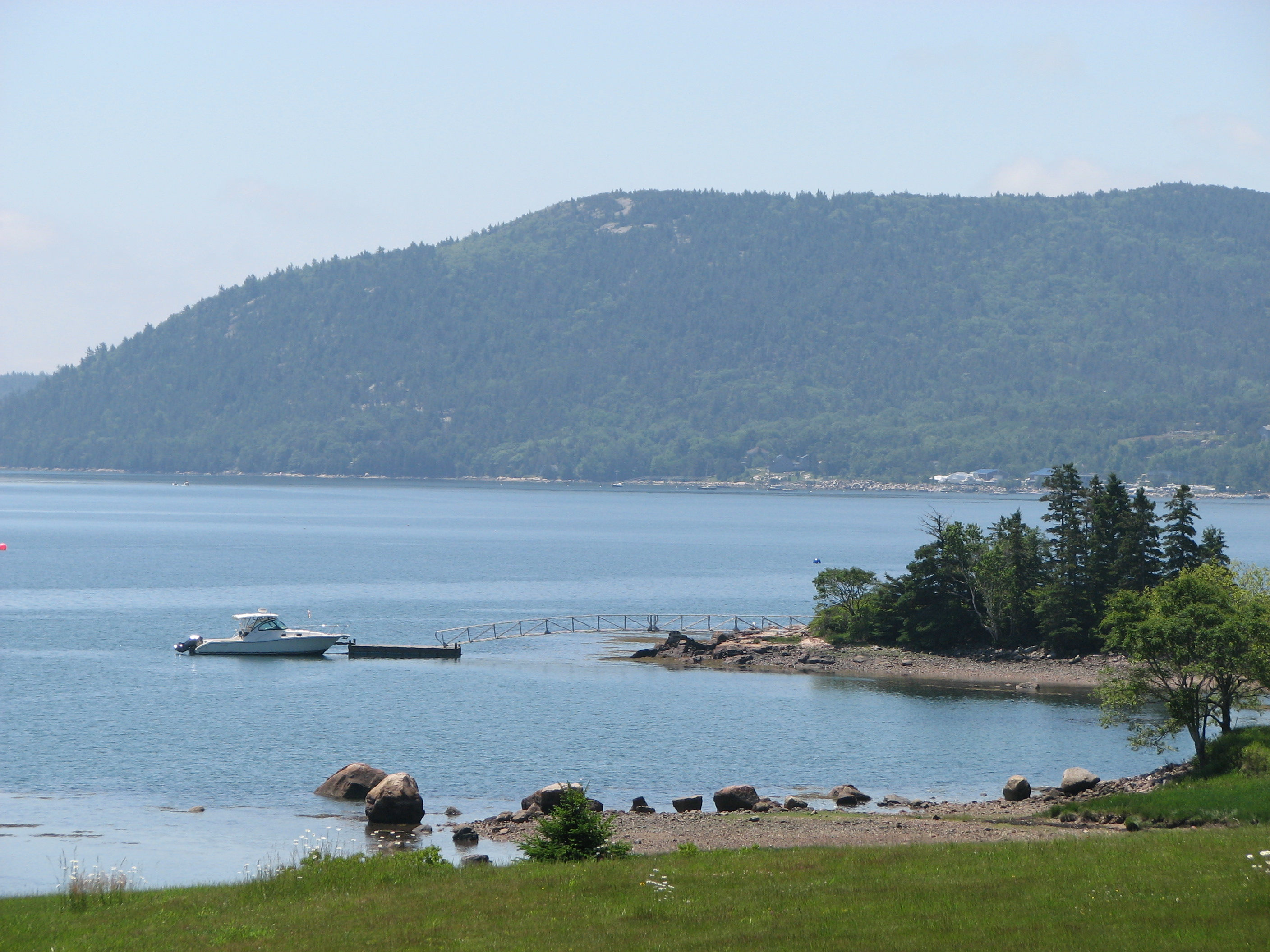
Один із фіардів атлантичного узбережжя Північної Америки

Фіард (швед. fjärd) — акваторія між групами островів або мілководна, що глибоко вдається в сушу, вузька і, як правило, сильно розгалужена затока (бухта), оточена пологим низькогірним узбережжям.

## Загальний опис
Фіарди характерні для рівнинних прибережних районів східного узбережжя Північної Америки, Фінляндії, Данії та Швеції.
На території Росії зустрічаються на півночі Онезького та Ладозького озер.
Глибина фіардів рідко перевищує 100 м, усередині них зазвичай є острови, а береги сформовані деенудаційним та низькогірним рельєфом, що відрізняє їх від норвезьких фіордів.
Виникнення фіардів пов'язують із проникненням моря або озера на низовинні ділянки суші з горбистим льодовиково-акумулятивним рельєфом, коли вода затоплює русла підльодовикових потоків, частково розроблених рухом льодовикових мас

## Фіард, фіорд, фьорде, ріа
Хоча фіарди та фіорди подібні тим, що вони є топографією, утвореною льодовиком, вони все ж відрізняються в деяких ключових аспектах:
- Фіорди характеризуються крутими скелями високого рельєфу, вирізаними льодовиковою діяльністю, і часто мають розколоті або розгалужені канали.
- Фіарди — льодовикова западина або долина, рельєф якої значно нижчий, ніж у фіордів. Фіарди заповнені еродованими місцевими матеріалами, що сприяє «заповненню» разом із підвищенням рівня моря з часу останнього льодовикового періоду. Інші форми низького рельєфу, які пов'язані лише з фіардами: вати, солоні марші[en] та заплави[4], додатково характеризують різницю між фіордами та фіардами.
- фьорде — характерні для німецького узбережжя та данської Східної Ютландії. Як правило, зустрічаються вздовж давніх «обезголовлених» річкових річищ і відкриваються у безприпливне Балтійське море.
- Ріа — затоплені долини, такі як естуарії Темзи, Северн і Гамбер.

## Приклад
- Ріддарфіарден